# Slovacchia (partito politico)
Slovacchia (in slovacco: Slovensko; fino a ottobre 2023 noto come Gente Comune e Personalità Indipendenti, in slovacco: Obyčajní Ľudia a Nezávislé Osobnosti - OĽaNO), è un partito politico slovacco populista e conservatore.
Principale partito slovacco dalle elezioni parlamentari del 2020, ha espresso due primi ministri nelle figure di Igor Matovič e Eduard Heger. Tra le sue battaglie principali ci sono quelle anticorruzione che hanno avuto molto seguito in Slovacchia dopo l'uccisione del giornalista investigativo Ján Kuciak.

## Storia
Fondato nel 2011 da quattro parlamentari eletti con Libertà e Solidarietà, il partito si presenta per la prima volta alle elezioni parlamentari del 2012, nelle quali ottiene l'8,6% e 16 seggi al Consiglio nazionale.
Alle elezioni parlamentari del 2016 ottiene 19 parlamentari grazie all'11,03% di voti raccolti.
Nelle elezioni europee del 2019 raccoglie 51.834 voti, pari al 5,25% e portando un eurodeputato al Parlamento Europeo.
Nelle elezioni parlamentari del 29 febbraio 2020 ha conseguito quasi il 25% dei suffragi e diventando così il primo partito, staccando di 6 punti percentuali il partito Direzione guidato dall'ex premier Robert Fico.

## Posizioni politiche
In materia di lotta alla corruzione il partito mira ad aumentare le tutele nei confronti dei whisleblowers, prorogare i tempi per la proscrizione per i reati di corruzione, pubblicare in rete tutti i contratti, gli ordini e le fatture a nome dello Stato, dei governi locali e delle loro società subalterne, inasprire le pene per i colpevoli di corruzione e garantire una maggiore trasparenza per quanto riguarda le sovvenzioni e il settore immobiliare.
Nel 2019 OĽaNO suggerì di inasprire le restrizioni in materia di interruzione di gravidanza, con una proposta di penale pecuniaria per le donne ultraquarantenni che ricorrevano all'aborto che includeva altresì le linee guida che i medici avrebbero dovuto seguire nel descrivere la procedura medica da effettuare alle donne interessate e le possibili ripercussioni a livello mentale della stessa.
Durante la campagna elettorale nel 2019 il leader Igor Matovič dichiarò che OĽaNO non avrebbe formato una coalizione di governo con partiti che favoriscono le unioni civili per le coppie dello stesso sesso né a favore della legalizzazione delle droghe. OĽaNO rifiuta inoltre le quote di ricollocamento dei migranti proposte dalla Commissione europea.

## Risultati elettorali
| Elezione          | Voti    | %     | Seggi    |
| ----------------- | ------- | ----- | -------- |
| Parlamentari 2012 | 218.537 | 8,56  | 16 / 150 |
| Europee 2014      | 41.829  | 7,46  | 1 / 13   |
| Parlamentari 2016 | 287.611 | 11,03 | 19 / 150 |
| Europee 2019      | 51.834  | 5,25  | 1 / 13   |
| Parlamentari 2020 | 721.166 | 24,87 | 53 / 150 |
| Parlamentari 2023 | 264 137 | 8,90  | 16 / 150 |
| Europee 2024      | 29 385  | 1,98  | 0 / 15   |
| 1. 2. 3.          |         |       |          |